# Trình Lệ Hoa
Trình Lệ Hoa (tiếng Trung giản thể: 程丽华, bính âm Hán ngữ: Chéng Lìhuá, sinh tháng 4 năm 1965, người Hán) là nữ chính trị gia nước Cộng hòa Nhân dân Trung Hoa. Bà là Ủy viên Ủy ban Trung ương Đảng Cộng sản Trung Quốc khóa XX, Ủy viên dự khuyết khóa XIX, hiện là Phó Bí thư chuyên chức Tỉnh ủy An Huy. Bà từng là Phó Bộ trưởng Bộ Tài chính; Thường vụ Thành ủy, Bí thư Ủy ban Công tác Giáo dục Thiên Tân; Phó Tỉnh trưởng Thanh Hải.
Trình Lệ Hoa là đảng viên Đảng Cộng sản Trung Quốc, học vị Cử nhân Kế toán, nghiên cứu sinh tài chính. Bà có kinh nghiệm trong lĩnh vực tài chính, kinh tế với sự nghiệp hơn 30 năm ở Thanh Hải trước khi được điều chuyển tới các cơ quan, đơn vị khác.

## Xuất thân và giáo dục
Trình Lệ Hoa trình vào tháng 4 năm 1965 tại huyện Cố Thủy thuộc chuyên khu Tín Dương, nay là địa cấp thị Tín Dương, tỉnh Hà Nam, Cộng hòa Nhân dân Trung Hoa. Bà lớn lên và tốt nghiệp cao trung ở Cố Thủy, vào tháng 9 năm 1980 thì thi cao khảo và đỗ Học viện Tài chính Kinh tế Liêu Ninh – nay là Đại học Tài chính Kinh tế Đông Bắc, tới Đại Liên theo học ở hệ kế toán, tốt nghiệp chuyên ngành kế toán xí nghiệp công nghiệp vào tháng 7 năm 1984. Từ tháng 8 năm 1998 đến tháng 5 năm 2000, bà là nghiên cứu sinh chuyên nghiệp ở bộ phận nghiên cứu sinh của Sở Khoa học tài chính thuộc Bộ Tài chính. Trình Lệ Hoa được kết nạp Đảng Cộng sản Trung Quốc vào tháng 9 năm 1987, bà từng tham gia các khóa tập huấn và bồi dưỡng như khóa bồi dưỡng cán bộ trung, thanh niên thứ 16 giai đoạn tháng 3–6 năm 1997 tại Trường Đảng Tỉnh ủy Thanh Hải; bồi dưỡng cán bộ trung, thanh niên khóa 7 giai đoạn từ tháng 9 năm 2007 đến tháng 1 năm 2008, giai đoạn tháng 3–7 năm 2012 tại Trường Đảng Trung ương Đảng Cộng sản Trung Quốc. Từ tháng 3 năm 2008 đến tháng 1 năm 2010, là tham gia nghiên cứu và là nghiên cứu sinh về kinh tế thế giới cũng tại Trường Đảng Trung ương.

## Sự nghiệp
Tháng 7 năm 1984, sau khi tốt nghiệp Tài Kinh Liêu Ninh, Trình Lệ Hoa được phân về tỉnh Thanh Hải để công tác, bắt đầu với vị trí cán bộ Phòng Xí nghiệp của Sảnh Tài chính Thanh Hải, khi 19 tuổi. Giai đoạn 10 năm đầu 1983–93, bà là công vụ viên ngạch khoa viên, phó chủ nhiệm khoa viên, rồi nhậm chức Giám đốc Bộ Phục vụ trái phiếu Quốc gia của Sảnh Tài chính Thanh Hải, cấp chính xứ vào tháng 2 năm 1993. Tháng 10 năm này, bà được bổ nhiệm làm Phó Trưởng phòng Dự toán của sảnh, rồi Trưởng phòng Hành chính, Văn hóa và Giáo dục từ tháng 6 năm 1996. Tháng 5 năm 1999, bà được phân công là người phụ trách của Phòng Pháp quy, rồi được thăng chức là Thành viên Đảng tổ, Phó Cục trưởng Cục Thuế vụ địa phương tỉnh vào đầu năm 2000. Sang tháng 1 năm 2002, Trình Lệ Hoa được điều tới thủ phủ Tây Ninh, nhậm chức Thành viên Đảng tổ Chính phủ thành phố, Phó Thị trưởng Tây Ninh. Ở cương vị này hơn 3 năm, vào tháng 9 năm 2005, bà được điều trở lại làm Phó Sảnh trưởng Sảnh Tài chính, từ Thành viên Đảng tổ dần là Phó Bí thư Đảng tổ từ tháng 5 năm 2008 rồi Bí thư Đảng tổ từ tháng 12 cùng năm, Sảnh trưởng từ tháng 1 năm 2009.
Tháng 1 năm 2013, Trình Lệ Hoa được bổ nhiệm làm Phó Tỉnh trưởng Thanh Hải giữ chức vụ này đến năm 2017. Tháng 3 năm 2017, sau hơn 30 năm công tác ở Thanh Hải, bà được điều chuyển tới Thiên Tân, được chỉ định vào Ủy ban Thường vụ Thành ủy Thiên Tân, sau đó 1 tháng thì được phân công là Bí thư Ủy ban Công tác Giáo dục Thiên Tân. Vào tháng 10 năm 2017, bà được bầu là đại biểu từ đoàn Thiên Tân dự Đại hội Đảng Cộng sản Trung Quốc lần thứ XIX, được bầu làm Ủy viên dự khuyết Ủy ban Trung ương Đảng Cộng sản Trung Quốc khóa XIX. Tháng 3 năm 2018, bà tiếp tục được điều chuyển, và lần này là lên trung ương nhậm chức Phó Bộ trưởng Bộ Tài chính và Thành viên Đảng tổ của bộ. Đến tháng 4 năm 2021, bà được điều về tỉnh An Huy, được chỉ định vào Ủy ban Thường vụ Tỉnh ủy, nhậm chức Phó Bí thư chuyên chức Tỉnh ủy An Huy từ ngày mồng 4, kiêm nhiệm là Hiệu trưởng Trường Đảng Tỉnh ủy, Viện trưởng Học viện Hành chính An Huy. Cuối năm 2022, bà tiếp tục tham gia Đại hội Đảng Cộng sản Trung Quốc lần thứ XX từ đoàn đại biểu An Huy. Trong quá trình bầu cử tại đại hội, bà được bầu là Ủy viên Ủy ban Trung ương Đảng Cộng sản Trung Quốc khóa XX.